# Hydraecia diluta
Hydraecia diluta là một loài bướm đêm trong họ Noctuidae.